# Закривець
Закри́вець — село в Україні, у Львівському районі Львівської області. Населення становить до 20 осіб (село і околиці). Орган місцевого самоврядування - Новострілищанський старостинський округ. 
Закривець розташований на відстані 45 км від Львова у напрямі Бібрка, Нові Стрілища. Історія Закривця сягає у глибоку давнину. За розповідями старожилів, тут колись був великий населений пункт з церквами, монастирями, лікувально-оздоровчими «Ласками», який спалили турки. Початок відновленню населеного пункту поклало подружжя Максим і Анна Підвірні, які на початку 19 століття побудували тут хату. У 50-60 роках минулого століття тут мешкало понад сто людей. Нині у самому Закривці до 20 осіб, які живуть дружньою родиною.
У цьому мальовничому куточку Опілля протікає річка Любешка, прекрасна екологія, чудова джерельна вода, що має неабиякі лікувальні властивості, здібні роботящі люди. Усе це відкриває хороші перспективи для створення відпочинкової зони.
Відомі люди
У с. Закривець народився (3 вересня 1947 року) Тихий Іван Степанович - 
український журналіст, член Національної Спілки журналістів України, редактор дрогобицької газети "Галицька зоря".